# Águeda Cons
Águeda Beatriz Cons Gestido (23 de noviembre de 2000) es una deportista de España que compite en natación. Ganó dos medallas de bronce en el Campeonato Mundial Junior de Natación de 2017, en las pruebas de 800 m libre y 1500 m libre.